# Riesa
Riesa é um município da Alemanha, situado no distrito de Meißen, no estado da Saxônia. Tem 58,91 km² de área, e sua população em 2019 foi estimada em 29.754 habitantes.